# Legert

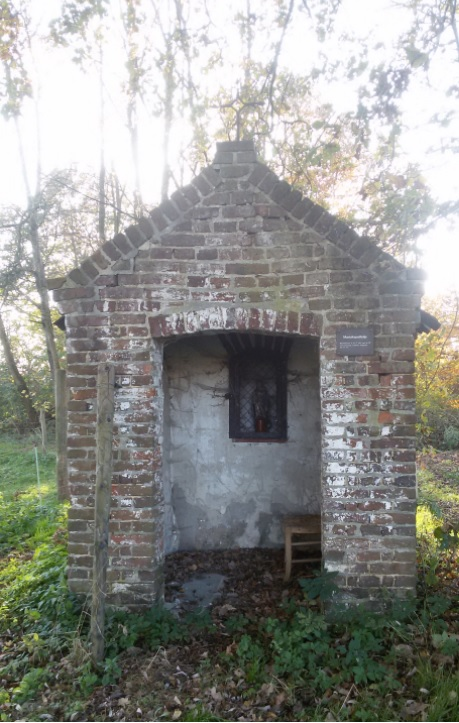
Mariakapel in Legert

Legert (Noord-Limburgs: de Liëgert) is een buurtschap in de Nederlands-Limburgse gemeente Horst aan de Maas. In het noordwesten respectievelijk zuidoosten wordt het gehucht begrensd door de buurtschappen Gun en Osterbos. Het dorp Broekhuizenvorst bevindt zich ten zuidoosten van Legert; het dorp Swolgen ligt ten zuidwesten van Legert.
Legert wordt omringd door akkerbouw, weilanden en bebossing.
De buurtschap omvat circa 25 woningen met 65 inwoners.

## Bezienswaardigheden
In De buurtschap ligt een (vervallen) Mariakapel, die uit circa 1890 dateert. Aan de noordzijde van het gehucht ligt een recreatieve visvijver.
Dorpen: America · Broekhuizen · Broekhuizenvorst · Evertsoord · Griendtsveen · Grubbenvorst · Hegelsom · Horst · Kronenberg · Lottum · Meerlo · Melderslo · Meterik · Sevenum · Swolgen · Tienray

Buurtschappen: Broek (Horst) · Broek (Sevenum) · Broekeind · Californië · Eikelenbosch · Elshout · Genenberg · Gun · Hazenhorst · De Hees · De Heide · Hei-Oostenrijk · Homberg · Houthuizen · Keuter · Legert · Lovendaal · Megelsum · Most · Ooijen · Osterbos · Raaiend · Schadijk · Steeg · De Steegh · Stokt · Tongerlo · Ulfterhoek · Veld-Oostenrijk · Vinkepas · De Vorst · Wielder · Zeelberg · Zwaanenheike · Zwarte Plak

Limburg: Steden en dorpen      Nederland: Provincies · Gemeenten